# Корд (конструктив)

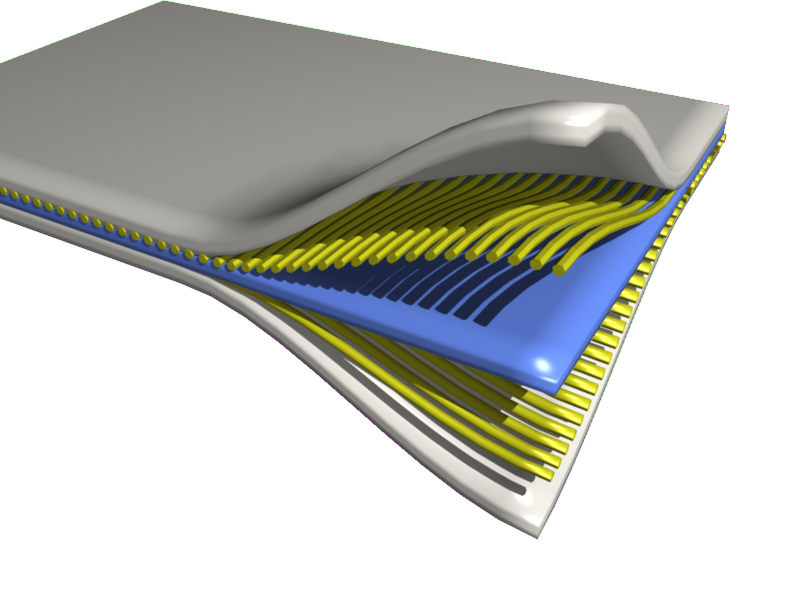

Корд — армирующий конструктивный элемент, придающий жёсткость и/или прочность конструкции или материалу. В качестве корда используют тканевые, металлические или композитные волокна, нити, шнуры, ткань. Обычно корд встраивают внутрь ещё на этапе создания материала или элемента конструкции. Иногда материал или элемент конструкции, содержащий корд, сам обозначается как «корд» в составе общей конструкции.

## Применение
Чаще всего используется при изготовлении изделий из резины: авто-, авиа- и других покрышек (в ободе и брекере), прорезиненных тканей и изделий, ремней передач, лент транспортеров, резиновых гусениц, резиновых и пластиковых труб и шлангов, техпластин и пр. 
Для улучшения прочностных характеристик вместо хлопчатобумажного корда применяют полимерный корд и/или металлокорд .
Для компенсации анизотропии при армировании параллельными нитями применяют многослойный корд с разнонаправленными слоями.

## Корд — нить
Прочные крученые нити из химических, хлопчатобумажных волокон также сами по себе иногда называются «Корд». И хотя исторически слово «Корд» соответствует именно им, постепенно этот термин обозначающий «нить-полуфабрикат» из общеупотребительного стал узкоспециализированным. Само появление в русском языке слова от французского corde (веревка, шнур) связано с ростом производства веревок и канатов широко применяемых в морском деле (такелаж).
Корд производился крутильной машиной и с её же помощью создавались из корда более крупные элементы: верёвка,шпагат, канат и др. Когда производство такелажа практически прекратилось, термин «корд» сохранился только в текстильной промышленности. Армирование изделий кордом постепенно привело к изменению общеупотребительного значения этого слова.

## Галерея

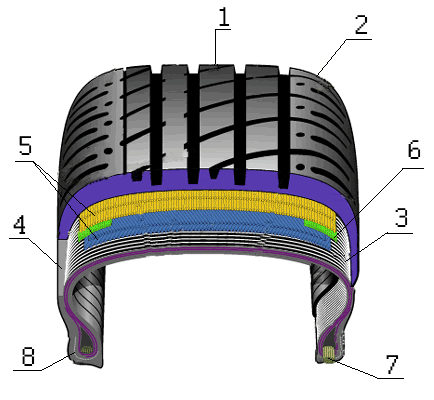
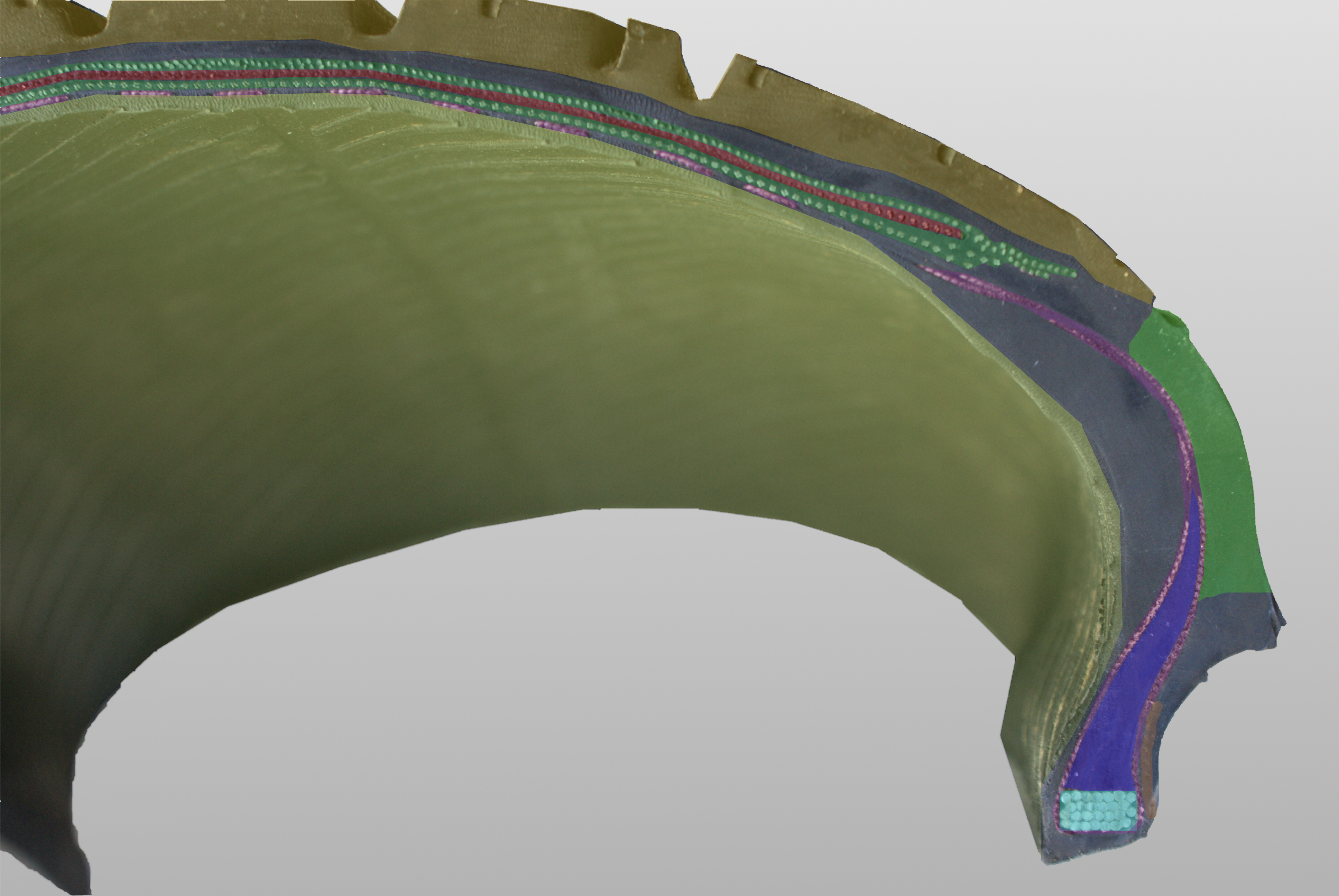
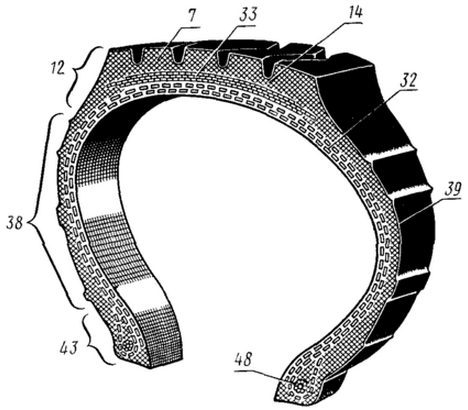
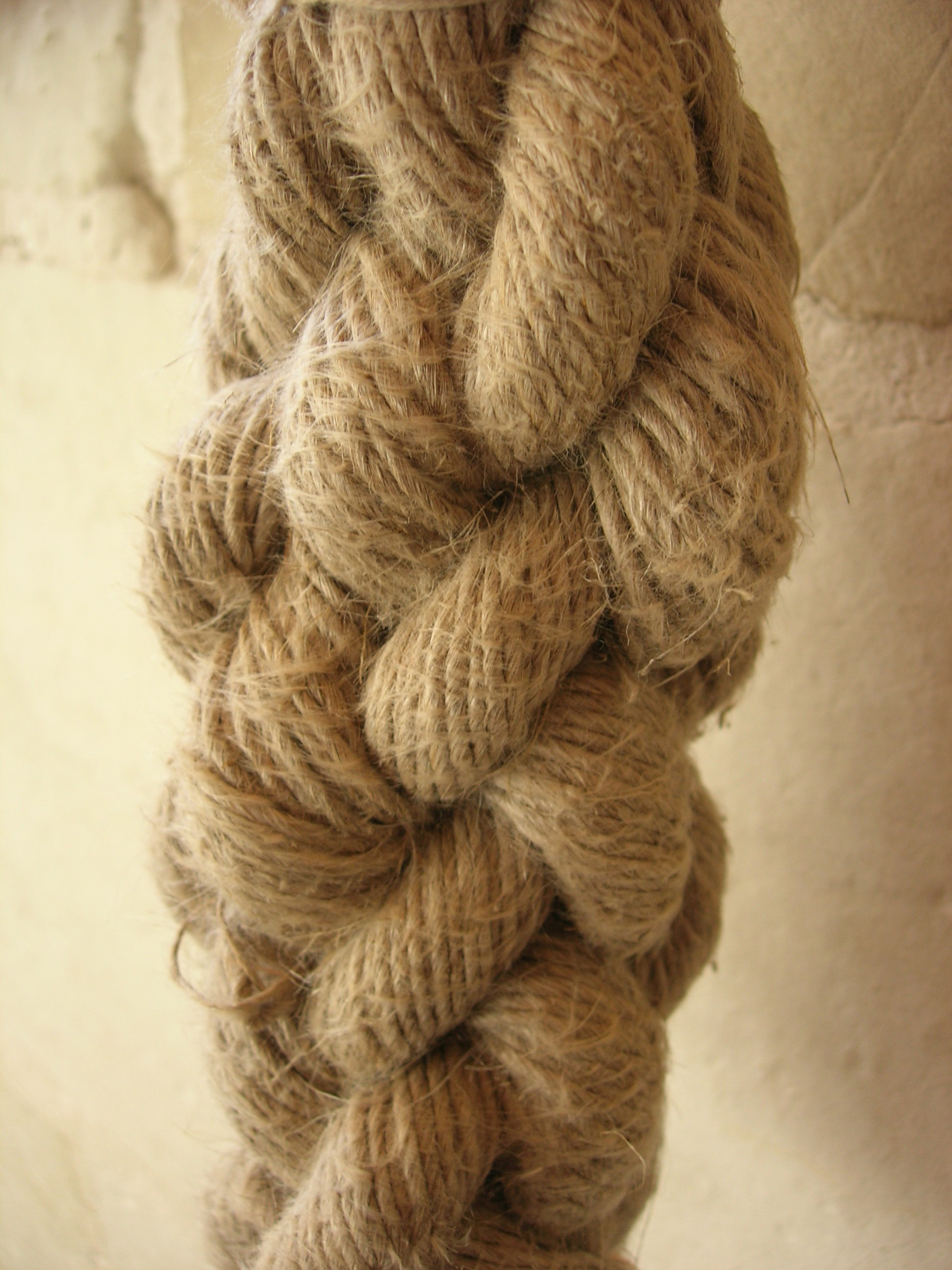
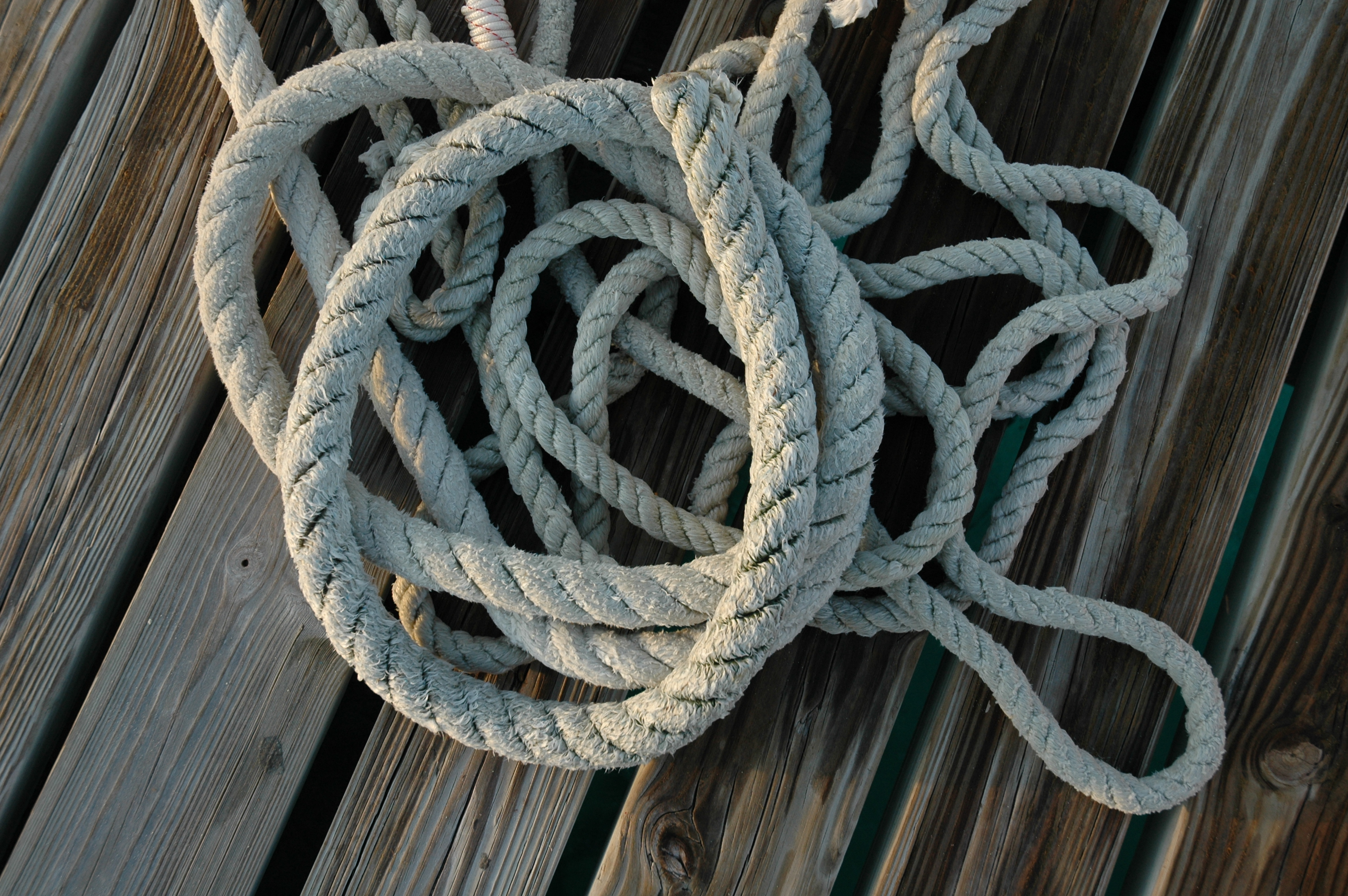